# Doppelpass (Fernsehsendung)
Der Doppelpass (kurz DoPa) ist eine Fußball-Talkshow des deutschen Privatsenders Sport1. Sie wird seit dem 3. September 1995 während der laufenden Bundesliga-Saison immer sonntags ab 11:00 Uhr live ausgestrahlt. Die Sendung wird seit dem 8. August 2021 von Florian König moderiert. Der vollständige Titel der Sendung beinhaltet den Namen des Unternehmens, das derzeit einen Sponsoring-Vertrag mit dem Sender abgeschlossen hat. Seit der Saison 2021/22 besteht eine Kooperation mit der Firma Stahlwerk, sodass die Sendung Der Stahlwerk Doppelpass heißt.

## Moderation
Von 1995 bis zum 22. Februar 2004 wurde die Sendung von Rudolph Brückner moderiert. 2002 wurde der WM-Doppelpass im Wechsel von Rudolph Brückner und Frank Buschmann moderiert.
Als Nachfolger für Brückner folgte ab März 2004 Jörg Wontorra als Moderator der Sendung. Seine Abschiedssendung war am 31. Mai 2015. Er wurde damals schon gelegentlich von Thomas Helmer oder Klaus Gronewald vertreten. Vom 16. August 2015 bis zu seiner Abschiedssendung am 11. Juli 2021 war Thomas Helmer Moderator der Sendung.
Am 8. August 2021 übernahm Florian König die Moderation der Sendung.

### Vertretungen
Vom 26. September bis 19. Dezember 2021 wurde König krankheitsbedingt von Rudolph Brückner vertreten, der damit nach 17 Jahren Unterbrechung wieder den Doppelpass moderierte. Am 14. November 2021 übernahm der frühere Moderator Thomas Helmer die Vertretung. Am 17. April 2022 übernahm Brückner erneut die Moderation für König, der wegen einer COVID-19-Infektion ausgefallen war. Aus selbigen Grund kehrte auch Helmer am 24. April 2022 erneut als Vertretung zurück. Am 10. September 2023 moderierte Jochen Stutzky in Vertretung für König. Zuvor führte Stutzky bereits als Co-Moderator durch die Sendung. Seither sind Stutzky oder Helmer auch weiterhin die Gastgeber im Vertretungsfall.

## Konzept

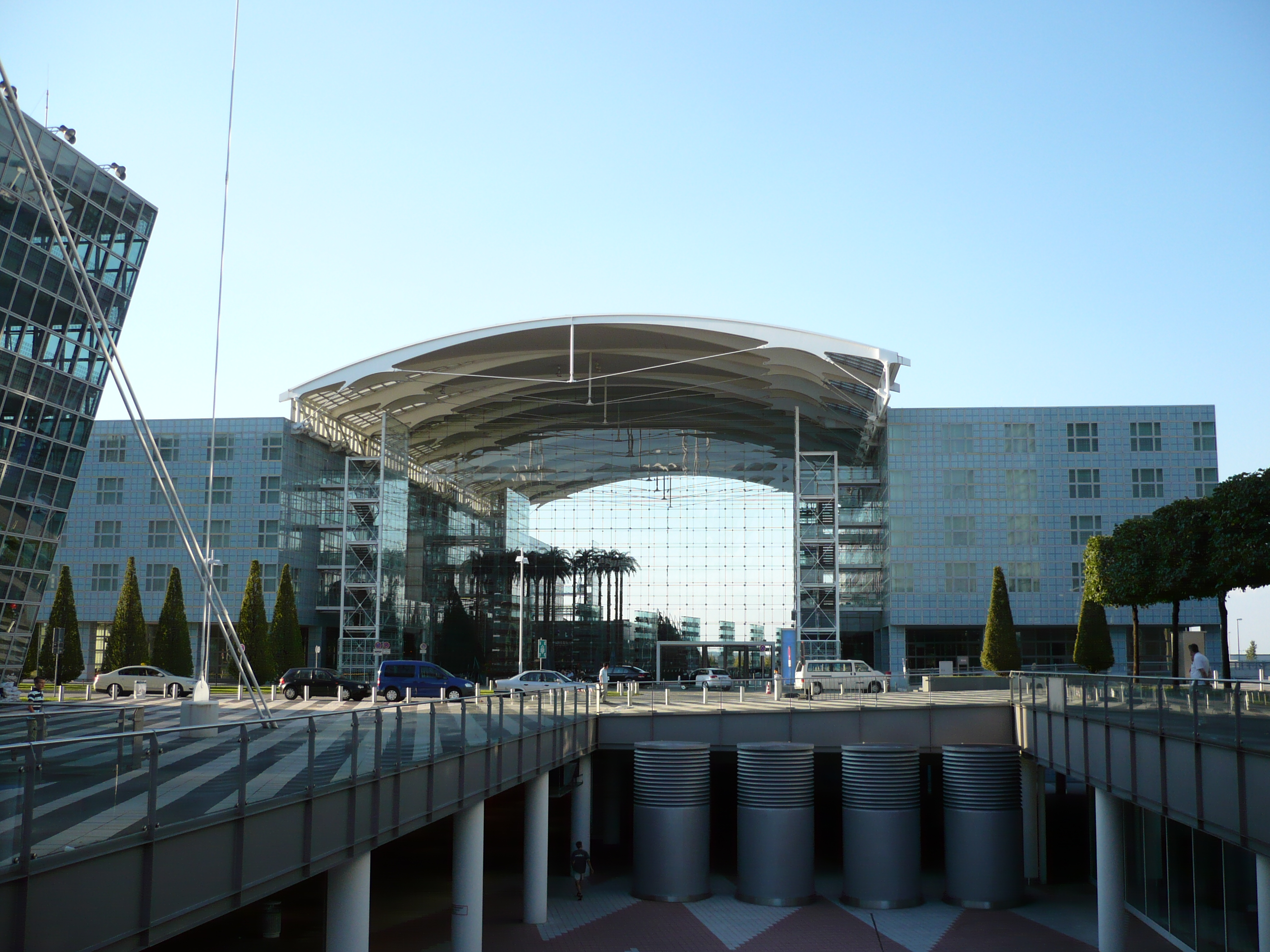
Hilton Munich Airport

In der Anfangszeit hatte die Talkshow zunächst eine Sendedauer von einer Stunde, die später auf zwei Stunden ausgedehnt und zuletzt im August 2017 um eine weitere halbe Stunde bis 13:30 Uhr verlängert wurde. Die Sendung wird in der Regel live aus dem Hotel Hilton Munich Airport übertragen. Einige Folgen wurden auch aus dem Audi Forum in Ingolstadt oder Neckarsulm sowie der Autostadt in Wolfsburg gesendet. Von 2013 bis 2017 wurde der Doppelpass auch bei dem Sportradio Sport1.FM übertragen. Die Idee zum Doppelpass stammt vom deutschen Medienmanager Kai Blasberg.
Die als Fußballstammtisch konzipierte Sendung behandelt die Ereignisse der vergangenen Woche. Dies sind neben den Bundesligaspielen des Vortages z. B. auch die Begegnungen der Champions und Europa League oder Länderspiele der deutschen Nationalmannschaft. Dabei werden die aktuellen Partien als auch aktuelle Entwicklungen bei Vereinen sowie umstrittene Schiedsrichterentscheidungen diskutiert. Jede Sendung hat mehrere, vorher festgelegte Themen.
Am Doppelpass nehmen zumeist neben dem Moderator fünf Gäste teil. Dabei sind sowohl Medienvertreter als auch Funktionäre des Fußballgeschäfts – Trainer, Sportdirektoren, Präsidenten – anwesend. Udo Lattek war von 1995 bis 2011 als fester Experte bis auf wenige Ausnahmen in jeder Sendung dabei. Anschließend fungierte von 2011 bis Sommer 2018 Thomas Strunz als Experte. Im Sommer 2016 kam der ehemalige Stuttgarter Meistertrainer Armin Veh dazu, der bis zu seinem Engagement als Geschäftsführer beim 1. FC Köln ab Dezember 2017 als weiterer Experte tätig war. Von 2016 bis 2021 war Marcel Reif Teil des Expertenteams. Seitdem ist Stefan Effenberg fester Experte in der Runde. Aufgrund einer Kooperation des Senders Sport1 mit der Bild-Zeitung ist darüber hinaus meist ein Journalist aus dem Axel-Springer-Verlag Teil des Stammtisches (Beispiele: Matthias Brügelmann oder Alfred Draxler). Gelegentlich werden auch Prominente (meistens ein Fan eines Fußballclubs), die mit Fußball eigentlich nichts zu tun haben, eingeladen (Beispiele: Boris Becker oder Harald Schmidt).
Eine Besonderheit der Sendung ist das sogenannte Phrasenschwein: Verwendet einer der Anwesenden in seinen Äußerungen geflügelte Worte, Redewendungen  etc., muss er pro Phrase 3 € (früher 5 DM und bis zum 24. April 2016 3 €) in das Phrasenschwein einzahlen. Am Ende einer Saison werden dessen gesammelte Beträge einem guten Zweck zugeführt. Seit Einführung der Sendung hat der Begriff Phrasenschwein auch über den Doppelpass hinaus Verwendung in den Medien gefunden.
In jeder Sendung wird eine Frage der Woche gestellt, die die Zuschauer interaktiv beantworten können. Die telefonischen Kommentare („Dopafon“) werden zum Teil eingespielt; die interessantesten Meinungen aus dem Internet werden von Katharina Kleinfeldt oder Ruth Hofmann verlesen (früher Oliver Schwesinger, Willi Arsan, Jürgen Törkott, Jochen Stutzky, Laura Papendick oder Jana Wosnitza).
Für die musikalische Untermalung und Begleitung der Sendung sorgte in den Anfangsjahren die Band Trio La Haze und von 2010 bis zum Saisonende 2016 großenteils der Münchener Discjockey John Munich. Seither übernimmt die musikalische Umrahmung mit Hajo von Hadeln & Band wieder eine Gruppe.
Am 15. März 2020 wurde die tausendste Sendung ausgestrahlt. Sie fand wegen der COVID-19-Pandemie erstmals ohne Publikum statt und war eine halbe Stunde länger als normal. Im Anschluss wurde die erste Folge wiederholt.
Im August 2021 startete das an die Sendung angelehnte Bühnenprogramm Doppelpass on Tour, ein Show-Format mit prominenten Gästen, das von Thomas Helmer moderiert wird.
Ab dem 25. Juli 2021 existierte zusätzlich der Doppelpass 2. Bundesliga, der montagabends ausgestrahlt und von Hartwig Thöne moderiert wurde. Nach einem Jahr wurde die Sendung wieder eingestellt.

## Sponsoren
In der Anfangsphase hatte die Sendung den Untertitel Der Warsteiner Fußballstammtisch. Seit Mitte 2002 wechselte der Hauptsponsor und damit auch der Untertitel der Fernsehsendung. Mit der Brauerei Krombacher wurde ein Vertrag über 10 Jahre abgeschlossen. Dieser wurde zur neuen Saison 2011/12 nicht verlängert, so dass der „Doppelpass“ den Namen der Automarke Kia trug. Zudem existierte der Doppelpass – Funny frisch WM Talk, als Sonderspecial zur Weltmeisterschaft 2010. Der „Kia Doppelpass“ erhielt zudem ein komplett neues Set. Zur EM 2012 hieß die Sendung „Der Hasseröder EM-Doppelpass“. Ab der Saison 2012/13 übernahm der Volkswagen-Konzern das Sponsoring der Sendung. Das bedeutete, dass auch wieder Sendungen aus Wolfsburg gesendet wurden. Von 2017 bis 2021 war Check24 Namensgeber der Sendung. 2021 löste Stahlwerk Check 24 als Namensgeber der Sendung ab. Namensgeber des Doppelpass 2. Bundesliga war ab Oktober 2021 bis zur Einstellung der Sendung Maschinensucher.de.

## Anekdoten
- Udo Lattek pausierte während der Endphase der Saison 1999/2000 seine Expertentätigkeit beim Doppelpass, um das Traineramt bei Borussia Dortmund auszuüben. Lattek trug während der Spiele eine DSF-Kappe.[17]

- Am 18. August 2002 konnte der damalige Aufsichtsratsvorsitzende des 1. FC Kaiserslautern, Robert Wieschemann, die Gerüchte um die schlechte Finanzlage seines Vereins nicht entkräften und verkündete die Ablösung des damaligen Vorstandsvorsitzenden Jürgen Friedrich, die er nach der Sendung allerdings widerrief. Sein Auftritt („Wir haben alle ein Defizit an Durchblick“, „… ist eine Fehlerhaftigkeit des Seins“), den er hinterher mit gesundheitlichen Problemen erklärte, führte wenige Tage später zu seinem Rücktritt.

- Am 10. November 2002 lehnte Uli Hoeneß eine hypothetische Einstellung von Lothar Matthäus selbst als Platzwart ab: „Solange Karl-Heinz Rummenigge und ich etwas beim FC Bayern zu sagen haben, wird er nicht einmal Greenkeeper im neuen Stadion.“

- In der Saison 2002/03 wettete Mario Basler mit dem DSF, dass der 1. FC Kaiserslautern, sein damaliger Verein, den Klassenerhalt noch schafft. Der Wetteinsatz betrug 10.000 Euro. Zum Zeitpunkt des Abschlusses der Wette stand der FCK auf dem vorletzten Platz mit einem fast unaufholbar erscheinenden Rückstand auf Platz 15. Doch Kaiserslautern schaffte den Klassenerhalt und Basler gewann seine Wette.

- Jörg Wontorra warf Rudi Assauer mit verbalen Andeutungen in der Sendung vom 18. September 2005 Alkoholismus vor. Wontorra erklärte im Zusammenhang mit einem in der Sendung eingespielten Statement Assauers: „Wenn man da so ein bisschen auf den Zungenschlag hört, die Bild würde da sehr doppeldeutig titeln: ‚Assauer voll dabei.‘ Das ist vielleicht auch noch ein ganz kleines Problem, das man besprechen sollte.“[18] Das DSF entschuldigte sich umgehend schriftlich bei Assauer und mahnte Wontorra ab.

- Am 24. Mai 2009 urteilte Uli Hoeneß über Jürgen Klinsmann: „Dass Jauch ihn als Obama des deutschen Fußballs bezeichnet hat, da muss ich ehrlich sagen: Wenn er der Obama des deutschen Fußballs ist, dann bin ich Mutter Teresa.“[17]

- Am 31. Januar 2016 forderte der Schauspieler Til Schweiger im Doppelpass die Abschaffung der Abseitsregel.[17]